# Міський поїзд
Міський поїзд (М) — за класифікацією Міністерства інфраструктури України, що є чинною з 2011 року, — поїзд, сформований з вагонів, призначених для перевезення пасажирів та ручної поклажі (багажу) у міському сполученні з визначеною  кількістю місць для сидіння.
Потреба у внесенні змін виникла у зв’язку з розробкою нової системи класифікації пасажирських поїздів згідно з Указом Президента України «Про Національний план дій на 2011 рік щодо впровадження Програми економічних реформ на 2010—2014 роки «Заможне суспільство, конкурентоспроможна економіка, ефективна держава», а також із проведенням заходів у рамках підготовки до Чемпіонату Європи з футболу 2012 року.
Вимоги:
Поїзд повинен мати індивідуальну емблему (символіку) та однотипне оформлення складу.
На вагони, які включені до складу поїзда, у визначених місцях повинні бути нанесені піктограми для ідентифікації пасажирами типу поїзда, категорії вагона та послуг, які надаються.
Піктограмами позначаються:
- місця для сидіння та клас вагона;
- місця для пасажирів з дітьми;
- заборона паління;
- вагон-бар;
- кондиціювання повітря;
- вагон з місцями для перевезення велосипедів;
- вагон з купе для перевезення пасажирів-інвалідів;
- вагон з наданням послуг WiFi-інтернету.